# Pilot 745 SE
Pilot 745 SE är en svensk lotsbåt som byggdes 2000 som Tjb 745 av Djupviks varv AB, Tjörn till Sjöfartsverket i Norrköping. Tjb 745 stationerades vid Oxelösunds lotsplats. 2005 döptes båten om till Pilot 745 SE. I december 2009 flyttades båten till Göteborgs lotsplats.